# Distrikt Pacobamba
Der Distrikt Pacobamba liegt in der Provinz Andahuaylas in der Region Apurímac im zentralen Süden von Peru. Der Distrikt wurde am 19. Januar 1944 gegründet. Er besitzt eine Fläche von 259 km². Beim Zensus 2017 wurden 3618 Einwohner gezählt. Im Jahr 1993 lag die Einwohnerzahl bei 6093, im Jahr 2007 bei 4961. Die Distriktverwaltung befindet sich in der 2720 m hoch gelegenen Ortschaft Pacobamba mit 488 Einwohnern (Stand 2017). Pacobamba liegt 33 km östlich der Provinzhauptstadt Andahuaylas.

## Geographische Lage
Der Distrikt Pacobamba liegt im Andenhochland im äußersten Nordosten der Provinz Andahuaylas. Die Flüsse Río Pampas, Río Apurímac und Río Pachachaca begrenzen den Distrikt im Nordwesten, Norden und Nordosten.
Der Distrikt Pacobamba grenzt im Südwesten an den Distrikt Kishuara, im Nordwesten an die Distrikte Kaquiabamba und Oronccoy (Provinz La Mar), im Norden an den Distrikt Inkawasi (Provinz La Convención), im Nordosten an den Distrikt Huanipaca (Provinz Abancay) sowie im Südosten und im Süden an den Distrikt Huancarama.